# Blyttiomyces spinulosus
Blyttiomyces spinulosus är en svampart som först beskrevs av Axel Blytt, och fick sitt nu gällande namn av A.F. Bartsch 1939. Blyttiomyces spinulosus ingår i släktet Blyttiomyces och familjen Chytridiaceae.   Inga underarter finns listade i Catalogue of Life.